# 놀라운 가설
《놀라운 가설》(The Astonishing Hypothesis)은 의식에 관한 프랜시스 크릭의 1994년 책이다. 이 책은 의식에 관한 과학적 연구의 토대를 마련하는 데 주력하지만, 크릭은 의식 연구를 넓은 사회적 맥락 위에 자리잡는다. 인간의 의식은 인간 존재의 중심이므로 과학자들은 전통적으로 철학과 종교에 머물러 있던 문제들에 다가가고 있다.
과학에 대한 대중의 인식과 과학자들이 탐구하려는 문제들은 종교의 영향을 강하게 받는다. 크릭은 이전의 책 《얼마나 미친 추구인가》에서 과학과 종교의 관계를 거론했다. 이에 관한 크릭의 견해에 따르면, 종교는 과학 문제를 그르칠 수 있고, 과학이 하는 일의 일부는 종교적 전통 안에 존재하는 잘못과 맞서는 것이다. 예컨대, 자연도태에 의한 생물의 진화라는 관념은 신의 개입에 의한 생물의 창조라는 관점과 충돌한다. 《놀라운 가설》의 부제는 〈영혼의 과학적 탐구〉이다. 영혼은 비물질적인 것이라는 전통적인 관념은 뇌가 마음을 어떻게 만들어내는가 하는 유물론적 이해로 대체되어야 한다고 크릭은 주장한다. 자연도태 같은 과학적 개념에 대한 반대나 영혼에 관한 과학적 연구가 널리 알려짐에 따라 그런 문제에 대한 논의가 더욱 확산되고 있다.
프랜시스 크릭은 유전자(DNA)의 분자 구조를 공동발견한 한 사람이었다. 크릭은 분자생물학의 발전을 촉진하도록 도와준 중요한 이론가였다. 그는 만년에 신경생물학과 뇌 연구의 이론가가 되었다.
책에서 크릭은 폭넓은 공개 토론과 반대를 불러일으킬 가능성이 많은 쟁점을 제시한다. 과학연구 관리자들은 1990년대를 '뇌의 90년대'로 선포했다. 비교적 소규모의 뇌 과학계 안에서 연구자들은 뇌 기능의 메커니즘을 발견하기 시작했다. 크릭은 이것이 인간의 영혼을 설명해줄 수 있다고 주장한다.
J. J. 홉필드는 크릭의 책에 대한 1994년 2월 4일자 《사이언스》지의 서평에서, "과학자들은 우리가 인간의 본질과 거의 다름없다고 여기는 의식을 과학의 영역으로 끌어들이려는 그 야심찬 목표를 위하여 이 책을 읽어야 한다"고 결론지었다.
크릭은 《놀라운 가설》에서, 사람의 정신활동이 신경세포, 신경아교질세포 및 이것들을 구성하고 영향을 미치는 원자와 이온과 분자의 행태에 전적으로 달려 있다고 설명한다. 20세기의 과학적 뇌 연구는 의식과 자유의지와 영혼이 과학적 탐구 대상임을 인정하게 만든다고 크릭은 말한다.
"그대, 그대의 기쁨과 그대의 슬픔, 그대의 기억과 그대의 야망, 그대의 주체성과 자유의지는 사실 신경세포와 그 관련 분자들의 거대한 집합체의 행태에 지나지 않는다"는 크릭의 메시지는 생리학적 접근을 둘러싼 논쟁을 불러일으켰다.

## 같이 보기
- 수반현상설
- 물리주의